# Panik (film, 1988)
Panik (engelska: The Blob) är en amerikansk science fiction-skräckfilm från 1988, vars amerikanska biopremiär ägde rum den 5 augusti 1988. Filmen är regisserad och medskriven av Chuck Russell, och är en nyinspelning av Faran från skyn (The Blob) från 1958. I huvudrollerna syns Shawnee Smith, Kevin Dillon, Donovan Leitch, Jeffrey DeMunn, Paul McCrane, Art LaFleur, Robert Axelrod, Joe Seneca, Del Close och Candy Clark.

## Handling
Filmens handling kretsar kring värstingen Brian Flagg och hejarklacksledaren Megan "Meg" Penny, som försöker att få stopp på en encellig amöba, som växer sig större ju fler människor den konsumerar.

## Rollista
| Kevin Dillon       | – Brian Flagg             |
| Shawnee Smith      | – Megan "Meg" Penny       |
| Donovan Leitch     | – Paul Taylor             |
| Jeffrey DeMunn     | – Herb Geller             |
| Candy Clark        | – Fran Hewitt             |
| Joe Seneca         | – Dr. Christopher Meddows |
| Del Close          | – Pastor Meeker           |
| Sharon Spelman     | – Margaret Penny          |
| Beau Billingslea   | – Moss Woodley            |
| Art LaFleur        | – Apotekare/Tom Penny     |
| Ricky Paull Goldin | – Scott Jeskey            |
| Paul McCrane       | – Bill Briggs             |
| Michael Kenworthy  | – Kevin Penny             |
| Douglas Emerson    | – Eddie Beckner           |
| Robert Axelrod     | – Jennings                |
| Bill Moseley       | – Soldaten i avloppet     |
| Erika Eleniak      | – Vicki DeSoto            |
| Jack Rader         | – Templeton Hargis        |
| Jack Nance         | – Doktor                  |

## Produktion
Produktionen av filmen satte igång i Abbeville i Louisiana den 11 januari 1988.